# Charles Journet
Charles Journet, född 26 januari 1891 i Genève, Schweiz, död 15 april 1975 i Fribourg, Schweiz, var en schweizisk katolsk teolog och kardinal.

## Biografi
Journet studerade vid prästseminariet i Fribourg och prästvigdes den 15 juli 1917. Han verkade en tid som församlingspräst i Fribourg och undervisade även vid seminariet i staden. Tillsammans med den franske katolske filosofen Jacques Maritain grundade Journet 1926 tidskriften Nova et Vetera, som innehåller artiklar om teologi, filosofi och andlighet utifrån ett thomistiskt perspektiv.
Den 15 februari 1965 vigdes Journet till titulärärkebiskop av Furnos Minor, och en vecka senare utsåg påve Paulus VI honom till kardinaldiakon med Santa Maria in Portico Campitelli som titelkyrka. Mellan 1971 och 1973 tjänade han som kardinalprotodiakon. 1973 utnämndes han till kardinalpräst pro illa vice.
Journet deltog vid Andra Vatikankonciliets sista session hösten 1965. Trots att han endast var närvarande i slutet av konciliet fick han en tämligen betydelsefull roll. Han ställde sig bakom konciliets två deklarationer, Dignitatis Humanae, om religionsfriheten, och Nostra Aetate, om Kyrkans förhållande till icke-kristna religioner. Journet bejakade även Kyrkans traditionella syn på äktenskap och skilsmässa. Journets mest betydelsefulla bok anses vara L'Église du Verbe incarné i tre volymer, publicerade mellan 1951 och 1969.
Kardinal Journet är begravd i Gruyères i Schweiz.